# Леликово (Брестская область)
Ле́ликово (Ле́ликов; бел. Лелікава, полес. Лілі́ково, Лылі́кув) — деревня в Кобринском районе Брестской области Белоруссии. Входит в состав Дивинского сельсовета.
По данным на 1 января 2016 года население составило 586 человек в 240 домохозяйствах.

## География
Деревня расположена на юго-восточном берегу Теребовичского канала в 3 км к северу от белорусско-украинской границы, в 47 км к юго-востоку от города и станции Кобрин, в 97 км к востоку от Бреста, в 9 км к юго-востоку от Дивина.
На 2012 год площадь населённого пункта составила 5,58 км² (558 га).

## История
Впервые упоминается в 1546 году как деревня Ло́ликовцы в составе Дивинской волости Берестейского повета Великого княжества Литовского.
С 1569 года часть Речи Посполитой, входила в Ратненский повет Королевства Польского. С 1774 года — имение в составе Холмской земли Речи Посполитой.
С 1795 года часть Ковельского уезда Российской империи, с 1883 — центр Леликовской волости, в Ратненском полицейском округе. Недалёко находился фольварк Быковских с тем же названием. В деревне была католическая часовня Ратненской парафии.
В 1921—1926 годах центр гмины в составе Камень-Каширского повета Полесского воеводства II Речи Посполитой, с 1926 по 1939 год — Кобринского повета. В деревне насчитывалось 157 домов, 744 жителей. Всего в гмине — 136 населённых пунктов, 10 372 жителей. В 1930-е годы в деревне работали школа, вечерние курсы, читальня и театральный кружок.
В 1939 году деревня включена в состав БССР. С 15 января 1940 года в Дивинском районе Брестской области, с 12 октября 1940 года до 16 июля 1954 года — центр Леликовского сельсовета, затем в составе Повицкого, Дивинского (1970) сельсоветов, с 8 августа 1959 года в Кобринском районе.
В 1940 году в деревне 266 дворов, 1294 жителей, работали неполная средняя и начальная школы, магазин, дом-читальня, почтовое отделение, сельсовет (с телефоном), медпункт, пожарное депо, участки лесхоза и леспромхоза. На территории сельсовета находилось 4 населённых пункта, 378 дворов, 1489 жителей.
В годы Великой Отечественной войны, по утверждению газеты «Советская Белоруссия», в деревне «бесчинствовали» и «охотились за людьми» украинские националисты ОУН УПА из соседней украинской деревни Самары. На фронтах войны погибло 43 леликовцев, в память о которых в центре деревне в 1965 году был установлен памятник, на котором написаны фамилии всех жителей деревни, не вернувшихся с фронтов Великой Отечественной войны.
В 1949 году из 60 хозяйств был создан колхоз «Красная звезда». По переписи 1959 года, в деревне проживало 960 жителей, в 1970 году — 1084 жителей, работало правление колхоза.
В 1999 году в деревне было 354 хозяйств, 1064 жителей, центр колхоза «Красная звезда». Работали магазин, фельдшерско-акушерский пункт, Дом культуры, библиотека, средняя школа, отделение связи.

## Население
На начало 2016 года население деревни составило 586 жителей (240 хозяйств).

## Инфраструктура
В деревне расположены почтовое отделение, средняя школа, Дом культуры, фельдшерско-акушерский пункт, магазины, теннисный корт.

## Культура
- Музей ГУО "Леликовская средняя школа"

## Достопримечательности
- Церковь Св. Дмитрия Солунского XVIII века.  Историко-культурная ценность Республики Беларусь, шифр 112Г000439. В марте 2019 года сильно пострадала от пожара. Уцелела только часть стен[5].
- Памятник землякам, погибшим в Великой Отечественной войне

## Известные уроженцы
Уроженцем деревни является крупный новосибирский предприниматель, глава Белорусского культурно-просветительского центра во имя святой Евфросиньи Полоцкой в Новосибирске, меценат Иван Панасюк. В 2007 году на его частные средства в деревне был построен теннисный корт. Главным условием мецената было то, что пользование кортом должно быть бесплатным. Даже при отсутствии своего инвентаря игроку выдадут ракетки и мячи. Не взимается плата и за пользование раздевалками и автомобильной парковкой. Кроме того, 28 августа 2003 года на деньги предпринимателя было организовано празднование 460-летия деревни с участием музыкального коллектива «Песняры». В праздновании принимал участие епископ Брестский и Кобринский Иоанн.